# Andreas Erhard
Karl Andreas Erhard (auch Andrä Erhard; * 29. Jänner 1791 in Bozen; † 27. November 1846 in München) war ein Schriftsteller und Philosoph.

## Leben
Erhard war Sohn armer Landwirte. Nach dem frühen Tod der Eltern kam er zu Verwandten seiner Mutter in Farchant. Im Alter von acht Jahren kam er an die Klosterschule Tegernsee, er wurde Sängerknabe und kam in die Lateinschule des Klosters Ettal. Nach der Auflösung der bayerischen Klöster im Rahmen der Säkularisation 1803 kam er in das Konvikt des Stifts Wilten. Von dort aus besuchte er das Innsbrucker Gymnasium; anschließend war er am Gymnasium Bozen. Seine gymnasialen Studien beendete er 1808 am (heutigen) Wilhelmsgymnasium München, bevor er das obligatorische, zweijährige Grundstudium der Philosophie am angeschlossenen Lyzeum aufnahm. Ab Herbst 1810 studierte er Theologie an der Universität Landshut. Nachdem er aber mit dem Regens des Seminars Georgianum in Konflikt geraten war, wechselte er zum Studium der Philosophie und Philologie.
Erhard erhielt während des Studiums keine weitere finanzielle Unterstützung durch seine Verwandten. Deshalb betätigte er sich als Privatlehrer. Er wurde in einem Knaben-Erziehungs-Institute Präfekt und Lehrer, dann 1820 Rektor und Oberlehrer in Landshut und nach bestandener Konkursprüfung 1824 Professor der Poesie an einem Gymnasium in München. 1826 berief ihn König Ludwig zum Lehrer der Prinzen für Philologie, Geschichte und Stylistik. In dieser Position blieb er bis 1844. 1832 folgte er einem Ruf als außerordentlicher Professor an die Ludwig-Maximilians-Universität München. 1837 bekam er die ordentliche Professur für theoretische und praktische Philosophie übertragen. Zwischen 1831 und 1839 wurde er zum Dr. phil. promoviert.
Erhard wurde 1842 durch König Otto von Griechenland mit dem goldenen Ritterkreuz des Erlöser-Ordens ausgezeichnet. Er wurde auf dem Alten Südfriedhof beigesetzt.

## Werke (Auswahl)
Philosophische Werke
- Möron: philosophisch-ästhetische Phantasien in sechs Gesprächen. Pustet, Passau 1826. (Digitalisat)
- Handbuch der Logik, zunächst zum Behufe für Vorlesungen. Lindauer, München 1839. (Digitalisat)
- Handbuch der Moral-Philosophie: zum Behufe für Vorlesungen und Selbstbelehrung. Lindauer, München 1841. (Digitalisat)
- Metaphysik, Pustet, Regensburg 1845. (Digitalisat)

Belletristik
- Heimeran: Ein Trauerspiel in fünf Aufzügen mit einem Vorspiele, Das Heiligthum, Leutner, München 1819. (Gekrönte Preisschrift). (Digitalisat)
- Wallace. historisch-romantisches Trauerspiel in 5 Akten. Franckh, München 1831. (Digitalisat)